# مانوج كومار (مخرج)
مانوج كومار (بالإنجليزية: Manoj Kumar)‏ هو مخرج هندي، ولد في 23 سبتمبر 1960 في Theni Allinagaram ‏ في الهند.

## وصلات خارجية
- مانوج كومار على موقع IMDb (الإنجليزية)
- مانوج كومار على موقع قاعدة بيانات الفيلم (الإنجليزية)
- مانوج كومار على موقع كينوبويسك (الروسية)